# The Best of The Beta Band
The Best of The Beta Band-Music y The Best of The Beta Band-Film son recopilatorios retrospectivos con lo mejor de The Beta Band, en CD y DVD respectivamente, lanzados el 3 de octubre de 2005. La imagen de la portada combina elementos de las portadas de cada uno de los tres EP y de los tres discos que sacó la banda a lo largo de sus 7 años de carrera.

## Listado de canciones (Music) (CD)
| Disco 1 |                          |          |  |
| N.º     | Título                   | Duración |  |
| 1.      | «Dry the Rain»           |          |  |
| 2.      | «Inner Meet Me»          |          |  |
| 3.      | «She’s the One»          |          |  |
| 4.      | «Dr. Baker»              |          |  |
| 5.      | «It’s Not Too Beautiful» |          |  |
| 6.      | «Smiling (edit)»         |          |  |
| 7.      | «To You Alone»           |          |  |
| 8.      | «Squares»                |          |  |
| 9.      | «Human Being»            |          |  |
| 10.     | «Gone»                   |          |  |
| 11.     | «Broke»                  |          |  |
| 12.     | «Assessment»             |          |  |
| 13.     | «Easy»                   |          |  |
| 14.     | «Wonderful»              |          |  |
| 15.     | «Troubles»               |          |  |
| 16.     | «Simple»                 |          |  |

| Disco 2 (Directo desde Shepherds Bush Empire, 30 de noviembre de 2004) |                          |          |  |
| N.º                                                                    | Título                   | Duración |  |
| 1.                                                                     | «It’s Not Too Beautiful» |          |  |
| 2.                                                                     | «Squares»                |          |  |
| 3.                                                                     | «Inner Meet Me»          |          |  |
| 4.                                                                     | «Simple»                 |          |  |
| 5.                                                                     | «She’s the One»          |          |  |
| 6.                                                                     | «Easy»                   |          |  |
| 7.                                                                     | «Dr. Baker»              |          |  |
| 8.                                                                     | «Dry the Rain»           |          |  |
| 9.                                                                     | «Quiet»                  |          |  |
| 10.                                                                    | «Broke»                  |          |  |
| 11.                                                                    | «Assessment»             |          |  |
| 12.                                                                    | «Dogs Got a Bone»        |          |  |
| 13.                                                                    | «House Song»             |          |  |

## Film (DVD)
Trailers
1. "Chalk and Cheese"
  - Dirigido por John Maclean
2. "King Rib"
  - Dirigido por Pete Rankin, Steve Mason
3. "Highland Fidelity"
  - Dirigido por John Maclean
4. "Old Jock Radio"
  - Dirigido por Pete Rankin

### Promos
1. "Inner Meet Me"
  - Dirigida por John Maclean
2. "Los Amigos Del Beta Bandidos"
  - Dirigida por The Beta Band
3. "Dance O'er The Border"
  - Dirigida por John Maclean
4. "Smiling"
  - Dirigida por Mark Szaszy y Corinne Day
5. "Brokenupadingdong"
  - Dirigida por Josh Eve
6. "Squares"
  - Dirigida por John Maclean
7. "Al Sharp"
  - Dirigida por John Maclean
8. "Assessment"
  - Dirigida por John Maclean y Robin Jones
9. "Lion Thief"
  - Dirigida por Andy Cranston
10. "Wonderful"
  - Dirigida por Nina Chakrabarti
11. "Trouble"
  - Dirigida por John Maclean
12. "Out-Side"
  - Dirigida por Robin Jones y John Maclean
13. "Rhododendron"
  - Dirigida por Robin Jones
14. "Country Bird"
  - Dirigida por Steve Mason y Pete Rankin
15. "Simple"
  - Por Andrew Keller
16. "Weirds Way"
  - Dirigida por Steve Mason y Pete Rankin
17. "Remote Troubles"
  - Dirigida por John Maclean y Robin Jones

### Documentales
- The Depot To Monte Cristo
  - Dirigido por Sam Tyler
- 1997–2004
  - Dirigido por John Maclean
- Let It Beta
  - Dirigido por Pete Rankin

### Directo desde Shepherds Bush Empire
Directo desde Shepherds Bush Empire, 29 de noviembre de 2004
1. "Inner Meet Me"
2. "Dry The Rain"
3. "Assessment"
4. "Broke"